# Círculo Balear
La Fundación Círculo Balear (FNCB), més coneguda com a Círculo Balear, és una fundació cívico-cultural espanyolista creada el 1999 a Palma i dedicada a lluitar contra la llengua catalana, pròpia de les Illes Balears, manifestant que els seus objectius són la defensa de la llibertat i la tolerància.
És una entitat que es proclama com una associació cívica que realitza activitats en clau liberal, constitucionalista, independent, sense adscripció a cap partit polític i es defineix a favor de la defensa d'una Espanya unida, plural i de tots. A les eleccions europees de 2014, no obstant, va manifestar la seva intenció de transmetre les informacions dels partits «constitucionalistes», entre els quals sols incloïa Ciudadanos, PP, UPyD i VOX.

## Història
El Círculo Balear ha destacat per les seves campanyes en contra de la unitat lingüística de la llengua catalana i en contra de la Llei de Normalització Lingüística i l'Estatut d'Autonomia de les Illes Balears. La fundació també s'ha mostrat oposada als manifestants contraris a la piscina que l'empresari i director d'El Mundo Pedro J. Ramírez té a la costa dels Pins de Son Servera en principi contradient la Llei de Costes.
Per altra banda el Círculo Balear s'ha manifestat contrari a la vaga iniciada pels docents pel desplegament del Tractament Integrat de Llengües (TIL). Jorge Campos va declarar que la huelga se diseñó por los independentistas catalanes. El TIL és un marc jurídic pel qual es regula la llengua a usar als centres docents no universitaris de les Illes Balears. Aquest nou marc força aquests centres educatius a fer aproximadament un terç de les matèries en castellà i un terç de les matèries en anglès i es defensa per part del Govern Balear tot dient que el model d'immersió lingüística és la causa de les altes taxes de fracàs escolar que hi ha a la Comunitat Autònoma,[2][3] encara que no s'ha aportat cap estudi que verifiqui aquesta correlació.[4]
L'any 2017, el president de la fundació, el conegut militant ultradretà Jorge Campos, va presentar les proves necessàries per dur a judici el raper mallorquí Josep Miquel Arenas, de nom artístic Valtonyc. L'Audiència Nacional va donar la raó al president del Círculo Balear i va condemnar el cantant mallorquí a 3 anys i mig de presó, per un delicte «d'injúries a la corona» i «enaltiment del terrorisme» per lletres de les seves cançons. A més, la sentència inclou una indemnització de 3.000 euros al president de Círculo Balear. Després de començar una campanya en defensa de la llibertat d'expressió i per l'anul·lació de la condemna, el Círculo Balear, juntament amb altres organitzacions també de caràcter espanyolista com La Fundació Jaume III o PLIS Educación, continuaren perseguint el jove raper mallorquí amb el clar objectiu d'aconseguir la presó preventiva, sense donar temps que pugui recórrer al Tribunal Suprem.

## Posició sobre la política lingüística
Considera l'Estatut d'Autonomia de les Illes Balears "insultant" per qualificar "absurdament" la llengua cooficial de les Balears com a llengua catalana, i pretén "donar suport a una manera d'escriure utilisant ses nostres paraules. Hem de fer lo que puguem perquè ses autoritats se'n donin compte que hi ha un grup important de sa població que no accepta aqueixes imposicions catalanistes que provoquen sa pèrdua des nostro autèntic parlar, xerrar, rallar". L'entitat es proposa fer front al "separatisme" per defensar una convivència que creu amenaçada pel nacionalisme pancatalanista. Sosté que s'ha volgut imposar un català estàndard per a substituir la parla pròpia de la població i dels erudits del país. Segons el president de la Fundación Nacional Círculo Balear, Jorge Campos: El mallorquín, menorquín e ibicenco no es catalán, nuestra cultura no es catalana.
Encara van més enllà els portaveus d'aquesta entitat, defensora sobretot de l'espanyol (lengua común da la Nación española), quan estableixen que en dividir-se la Hispània romana en sis parts, una de les quals era la baleàrica, la llengua del país va passar a dir-se balearico eloquio o lengua balear. Aquesta llengua primigènia es va veure enriquida pels vàndals, els romans d'Orient i els gots, fins que arribaren els musulmans que també enriquiren la llengua i costums. El 1229 el repoblament no va ser tan important com per a canviar la parla pròpia d'aquella gent.
La prova de la inexistència d'un repoblament català, per aquest grup espanyolista, és el fet que segons ells a les Balears tot és diferent: les tradicions, l'arquitectura, els noms propis, els noms de pobles, la música, els balls, la manera de vestir, la gastronomia, el folklore, etc. A més, el rei en Jaume no va poder dur mai el català a les Balears perquè aquest simplement no existia: ell parlava romance aragonés, montpellerés i latín.
Miquel Payeras va escriure: "No som davant d'un moviment com el gonellisme tradicional sinó que part del qual s'ha mudat per fer pinya amb aquest nou moviment espanyolista que busca, clarament, l'arraconament del català tant l'estàndard com les modalitats, és clar– a favor del castellà. El problema per a Bauzà és que fins ara tot això a favor de les modalitats i els gestos cap a la galeria anticatalanista no li han suposat res massa car de fer. Però si s'ha d'alinear amb el deliri castellanista del Círculo, aleshores les coses se li complicarien força. Per una banda perquè, com és obvi, és impossible portar a la pràctica els disbarats lingüístics que defensa l'organització anticatalanista. Segon, perquè el castellanisme és tan evident que, si Bauzà s'alineés sense manies a favor d'aquest sector ultra, podria tenir els problemes interns que fins ara no ha tingut."

## Relacions amb altres entitats
La Fundación Nacional Círculo Balear, es defineix a ella mateixa com una entitat germana de la Fundación DENAES para la Defensa de la Nación Española, amb la qual ha participat a nombrosos actes i que va premiar el febrer del 2007, però les seves relacions van més enllà i inclouen Ciutadans-Partido de la Ciudadanía, UPyD, Convivencia Cívica Catalana, Federación de Asociaciones Culturales del Aragón Oriental (FACAO) i altres entitats dedicades a lluitar contra la imposición del catalán.
Els resultats de les eleccions europees del 2014 segons el president de la Fundación Nacional Círculo Balear, Jorge Campos, varen ser molt preocupants, ja que la ascensión de los partidos de extrema izquierda y separatistas representa una seria amenaza para el orden democrático-constitucional. Un Parlamento liderado por comunistas y separatistas sería letal para la estabilidad y permanencia de España como nación. Baleares pasaría a ser un mero apéndice de una Cataluña liderada por ERC, como ya han anunciado. Davant aquesta situació l'associació va passar a recomanar una coalició entre UPyD, Ciudadanos i VOX, amb la finalitat de dur a terme una regeneración democrática.
 